# Robert Lepage

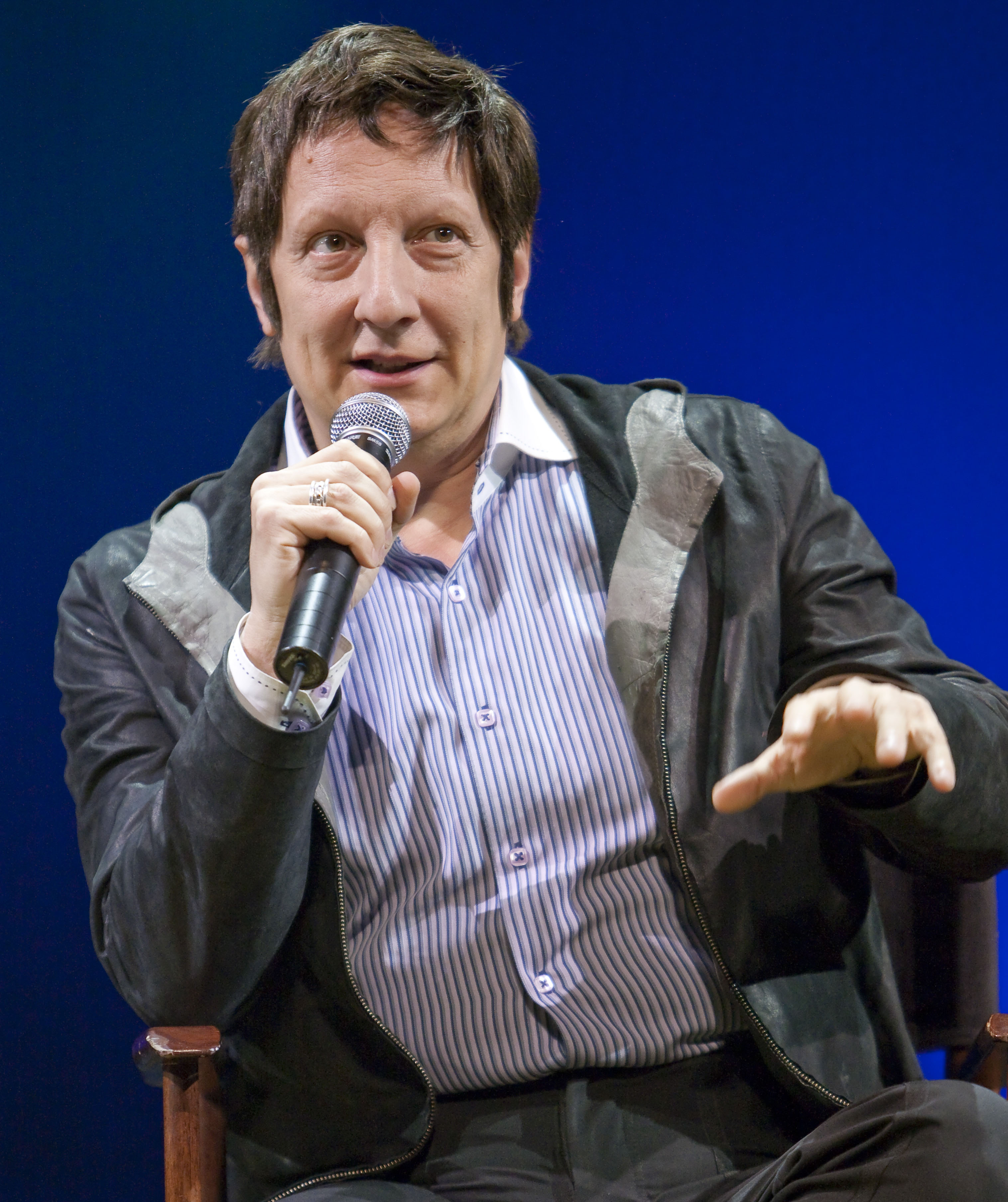
Robert Lepage

Robert Lepage (nacido el 12 de diciembre 1957 en la ciudad de Quebec) es un director, escenógrafo, dramaturgo, actor y director de cine de Quebec, Canadá. 
Es uno de los directores más prominentes de la vanguardia canadiense. Crea obras originales, que alteran los códigos de realización escénica clásica y es especialmente conocido por sus innovadoras y tecnológicamente avanzadas presentaciones teatrales así como por su trabajo innovador sobre el drama shakesperiano y la opera. Su inspiración proviene principalmente de la historia contemporánea.  Archivado el 25 de mayo de 2014 en Wayback Machine. (enlace roto disponible en Internet Archive; véase el historial, la primera versión y la última).

## Primeros años
Es el primer hijo biológico de Germaine (de soltera Robitaille) y Fernand Lepage. Después de Germaine sufrió numerosos abortos involuntarios, los Lepage decidieron adoptar hijos, un niño y una niña que, debido al hecho de que la familia vivía entonces en Nueva Escocia, se crio y educó en inglés. Cuando nació Robert, la familia se había traslado de nuevo a Quebec francófono, que resultó en una familia bilingüe, que Lepage ahora se refiere como "una metáfora de Canadá", dividida por la frontera lingüística.
A los cinco años, desarrolló alopecia, una afección poco común que causa la pérdida total del cabello. Cuando era adolescente Lepage sufrió depresión. También se dio cuenta de que era homosexual a una edad temprana. Todo esto le hizo tímido e introvertido. No fue sino hasta Lepage matriculado en clases de teatro en la escuela secundaria obligatoria que comenzó a salir de su caparazón.

## Estudios
Entró en el Conservatorio de Arte Dramático de Quebec en 1975 a la edad de 17. Después de un período de estudio en París en 1978, bajo la dirección de Alain Knapp, regresó a Quebec y se involucró en muchos proyectos creativos, como autor, director y actor. En el año 1980 participó en la compañía de teatro experimental del Théâtre Repère, de Jacques Lessard.

## Reconocimiento internacional
En 1984, su primera obra teatral, Circulations (Circulaciones), hizo una gira por Canadá y ganó el premio de Mejor Producción Canadiense en la Quinzaine Internationale de Théâtre de Québec. El próximo año, con la obra The Dragon’s Trilogy (La Trilogía de los dragones), consiguió reputación internacional. A continuación creó las obras Vinci (1986), Le Polygraphe (El Polígrafo) (1987-1990) y Les Plaques tectoniques (Las Placas tectónicas) (1988-1990). En 1988 formó su propia empresa de gestión profesional, Robert Lepage Inc. (RLI).
De 1989 a 1993, Lepage se desempeñó como director artístico del teatro francés en el Centro Nacional de las Artes en Ottawa. Junto con esta nueva función, continuó su enfoque artístico con Les Aiguilles et l'opium (Agujas y Opium)(1991-1996), Coriolanus (Coriolano), Macbeth, The Tempest (La Tempestad)(1992-1994) y A Midsummer Night's Dream(El sueño de una noche de verano) (1992), que le permitió convertirse en el primero norteamericano que dirigió una obra de William Shakespeare en el Royal National Theatre de Londres.

## Ex Machina
Un punto de inflexión en su carrera llegó con la fundación de su compañía de producción multidisciplinar, Ex Machina, en 1994. Lepage y su nuevo equipo presentaron The Seven Streams of the River Ota (1994), A Midsummer Night's Dream (El sueño de una noche de verano) (1995) y  Elseneur (1995-1997).
Su compañía ha renovado un parque de bomberos en la ciudad de Quebec, como un centro de artes multidisciplinarias que hace investigación sobre el teatro, la ópera, los títeres, la danza y la música.

## Cine
En 1994, hizo su debut en el mundo del cine, cuando escribió y dirigió su primero largometraje Le Confessionnal , que apareció el año siguiente en el Festival de Cannes. Luego paso a dirigir Le Polygraphe, en 1996, Nô en 1997, Possible Worlds en 2000 (su largometraje escrito en inglés), y finalmente, en 2003, adaptación cinematográfica de su obra La Face cachée de la lune.

## La Caserne
La Caserne, un centro de producción multidisciplinar en la ciudad de Quebec, abrió sus puertas en 1997 bajo la dirección de Robert Lepage. Junto a su equipo creó y produjo entre otras, obras como Geometry of Miracles (1998) y Zulu Time (1999)  Archivado el 1 de junio de 2020 en Wayback Machine.
En 2004 la compañía La Caserne, levantó la obra de Fernando de Rojas, La Celestina, al Teatre Lliure de Barcelona con la dirección propia de Robert Lepage, el escenógrafo Carl Filiol y la protagonista Nuria Espert.  

## Conciertos de rock, exposiciones, circo y proyecciones arquitectónicas
En 1993, dirigió Secret World Tour de Peter Gabriel. Se unió a Peter Gabriel de nuevo en 2002 para dirigir Growing Up Tour. 
En 2000, se vio involucrado en la producción de Métissages, una exposición en el Museo de la Civilización en Quebec. 
Diseñó y dirigió ''Cirque du Soleil: KÀ (2005), un espectáculo permanente en Las Vegas, y TOTEM (2010), un espectáculo en virtud de Grand Chapiteau que recorrerá todo el mundo.
Por el 400 º aniversario de la ciudad de Quebec en 2008, Robert Lepage y Ex Machina crearon la más grande proyección arquitectónica jamás alcanzada: The Image Mill ™. Archivado el 5 de agosto de 2015 en Wayback Machine. En 2009, Aurora Borealis, una instalación de iluminación permanente inspirada en los colores de la aurora boreal fue creada en la misma ubicación.

## Ópera
Robert Lepage hizo una gran entrada en el mundo de la ópera cuando organizó el exitoso programa doble: Bluebeard’s Castle y Erwartung (1993). Su presencia en el escenario de la ópera continuó con La Damnation de Faust presentado por primera vez en el Festival Saito Kinen de Matsumoto en Japón (1999), a continuación, en la Ópera Nacional de París y el Metropolitan Opera de Nueva York. En 2005 creó una adaptación para la opera, de la novela 1984 de George Orwell.  Entre sus logros en la opera son The Rake’s Progress (2007) y The Nightingale and Other short Fables (2009) en Toronto y varios otros producciones para la Metropolitan Opera en Nueva York. En la temporada 2016-17 lleva a escena L'amour de loin de la compositora finlandesa Kaija Saariaho y libreto de Amin Maalouf en el Metropolitan Opera de Nueva York.

## Obras de Teatro
- 1984: Circulations (Circulaciones)
- 1985: La Trilogie des dragons (La Trilogía de los dragones)
- 1986: Vinci
- 1987: Le Polygraphe (El Polígrafo)
- 1988: Les Plaques tectoniques (Las Placas tectónicas)
- 1991: Les Aiguilles et l'opium (Agujas y Opium)
- 1994: Les Sept branches de la rivière Ōta
- 1995: Elseneur
- 1999: Zulu Time
- 2000: La Face cachée de la lune (El Lado oscuro de la Luna)
- 2001: La Casa Azul
- 2006: Le Projet Andersen (El Proyecto Andersen)
- 2007: Lipsynch
- 2008: Le Dragon bleu (El Dragón azul)
- 2009: Eonnagata
- 2012: Playing Cards (SPADES, HEARTS, DIAMONDS, CLUBS)
- 2014: Quills
- 2014: 887

## Filmografía

### Director
- 1995: Le Confessionnal (El Confesionario)
- 1996: Le Polygraphe (El Polígrafo)
- 1998: Nô
- 2000: Possible Worlds (Mundos Posibles)
- 2003: La Face cachée de la lune (El lado oscuro de la Luna)

### Actor
- 1989: Jésus de Montréal (Jesús de Montreal): René
- 1990: Ding et Dong: le film: Pharus
- 1992: Tectonic Plates
- 1992: Montréal vu par... (segment Desperanto)
- 1994: Viper: Dueño de un bar
- 2000: Stardom: Bruce Taylor
- 2003: La Face cachée de la lune (El lado oscuro de la Luna): Phillippe / André
- 2004: L'Audition (Audiencia): Director de casting
- 2006: No-Vacancy: Éric Millette
- 2006: Dans les villes (En las ciudades): Jean-Luc
- 2007: La belle empoisonneuse
- 2012: Mars et Avril (Marzo y Abril): Eugène Spaak
- 2013: Triptyque (Tríptico): La voz de zorro

## Honores
- 1999: Medalla de la Mesa de la Orden Nacional de Quebec
- 2000: Premio SORIQ (La Société des Relations internationales de Québec)
- 2001: Asociación de Líderes Mundiales de Harbourfront Centre
- 2002: Legión de Honor (Francia)
- 2002: Cámara de Comercio de Quebec, "Grand Quebequense"
- 2002: Premio Drama Bench Herbert Whittaker por su destacada contribución al teatro canadiense
- 2003: Premio Denise Pelletier
- 2003: Premio Gascon Thomas  de la Escuela Nacional de Teatro
- 2004: Premio Hans Christian Andersen
- 2005: Premio Samuel de Champlain de Instituto de Francia -Canadá
- 2005: Premio Stanislavski por su contribución al teatro internacional
- 2007: Festival de l'Union des Théâtres de l'Europe, Premio Europa de Teatro
- 2007: La máscara de oro del Festival de las Artes Escénicas rusos, Mejor Producción Extranjera (El lado oscuro de la Luna)
- 2009: Premio de Artes Escénicas del Gobernador General
- 2011: Médaille de la ville de Québec
- 2012: Premio Eugene McDermott, MIT
- 2012: Prix de la Fondation de l' Opéra de Québec